# Гульденталь
Гульденталь (нім. Guldental) — громада в Німеччині, розташована в землі Рейнланд-Пфальц. Входить до складу району Бад-Кройцнах. Складова частина об'єднання громад Лангенлонсгайм.

## Загальні відомості
Площа — 12,99 км2. Населення становить 2449 ос. (станом на 31 грудня 2020).

## Відомі люди
- Мануель Фрідріх (нім. Manuel Friedrich, 1979) — німецький футболіст, захисник «Баєра» (Леверкузен) та збірної Німеччини. Розпочав свою футбольну кар'єру в команді SG Guldental 07.

## Галерея

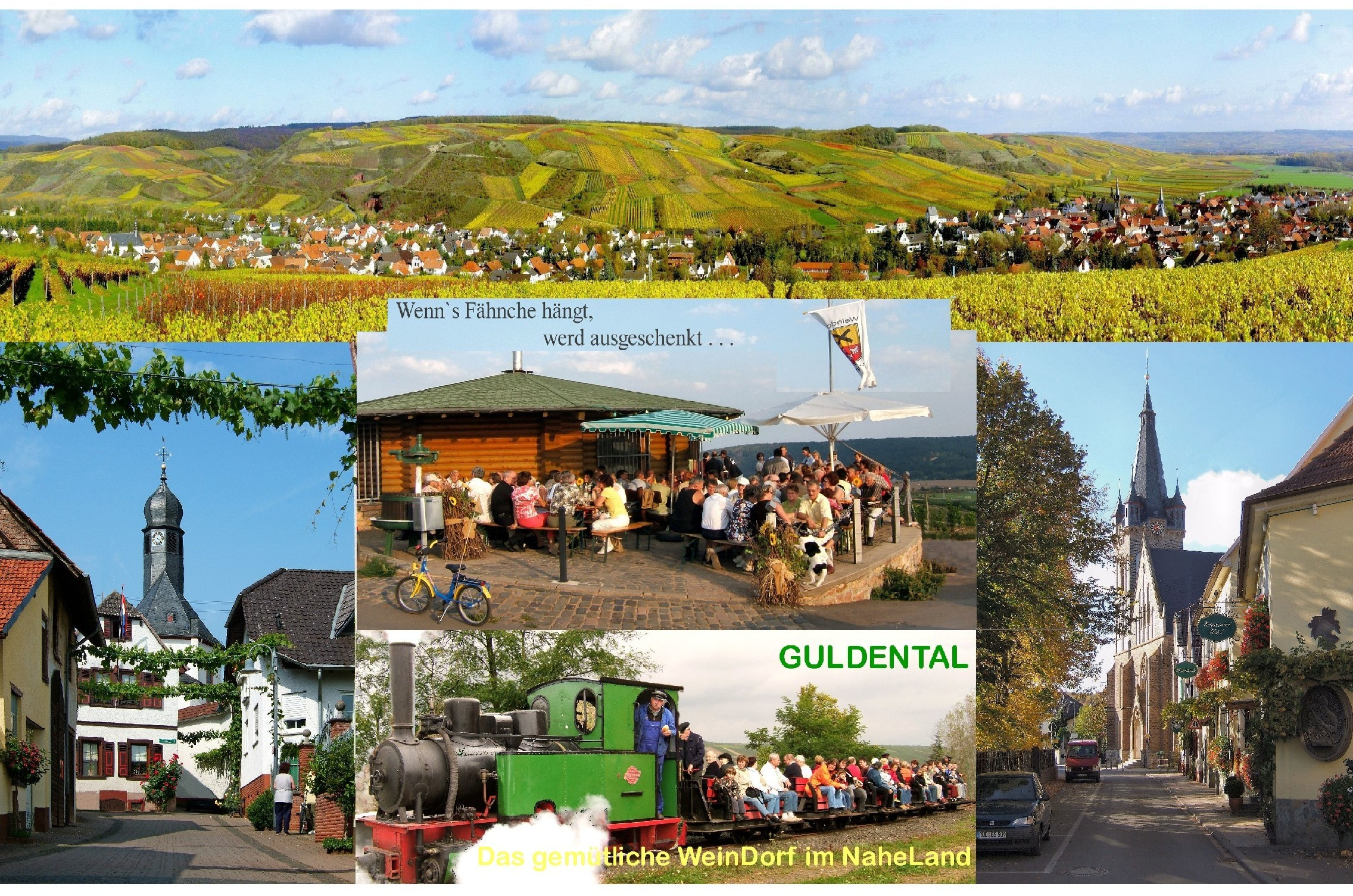
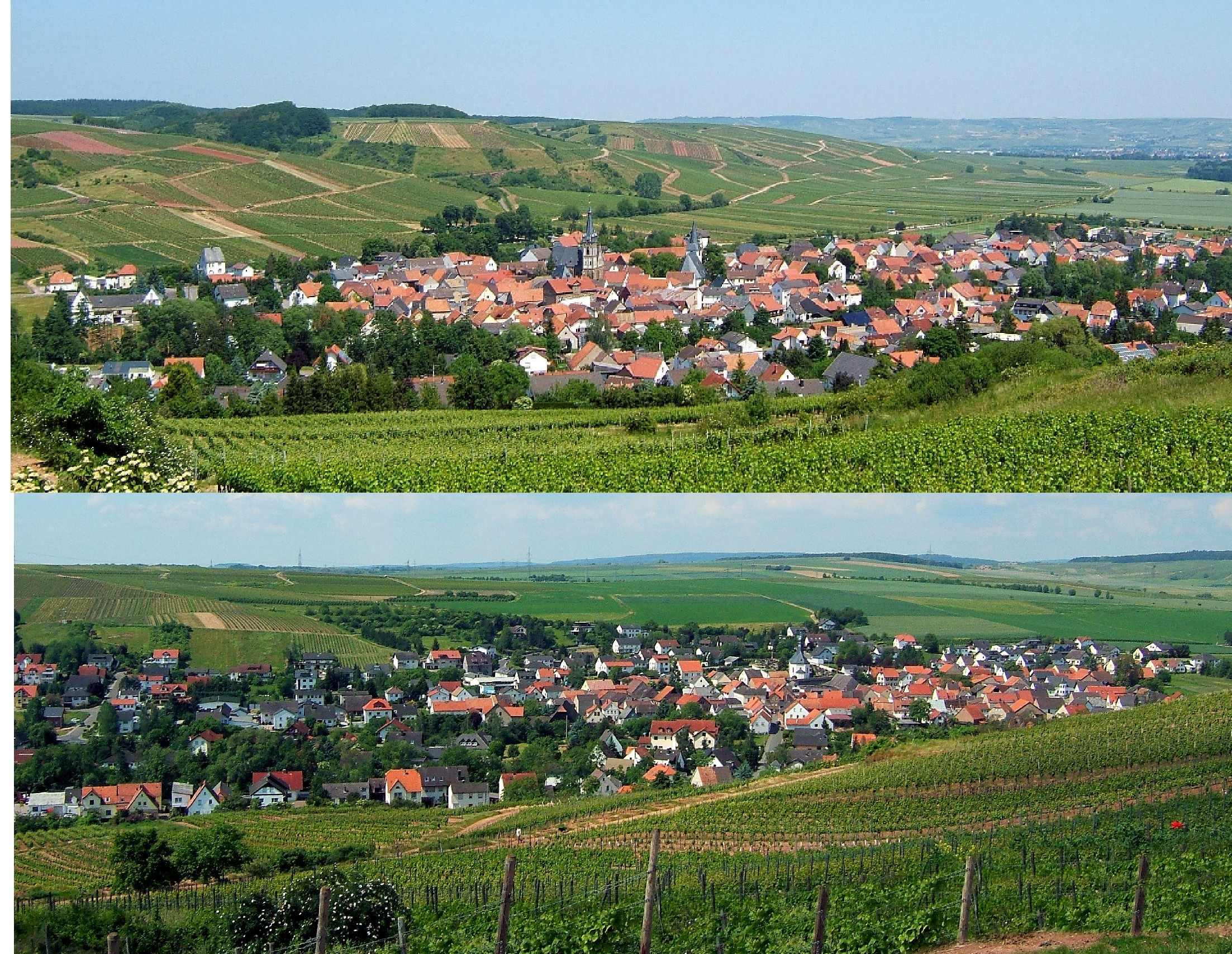
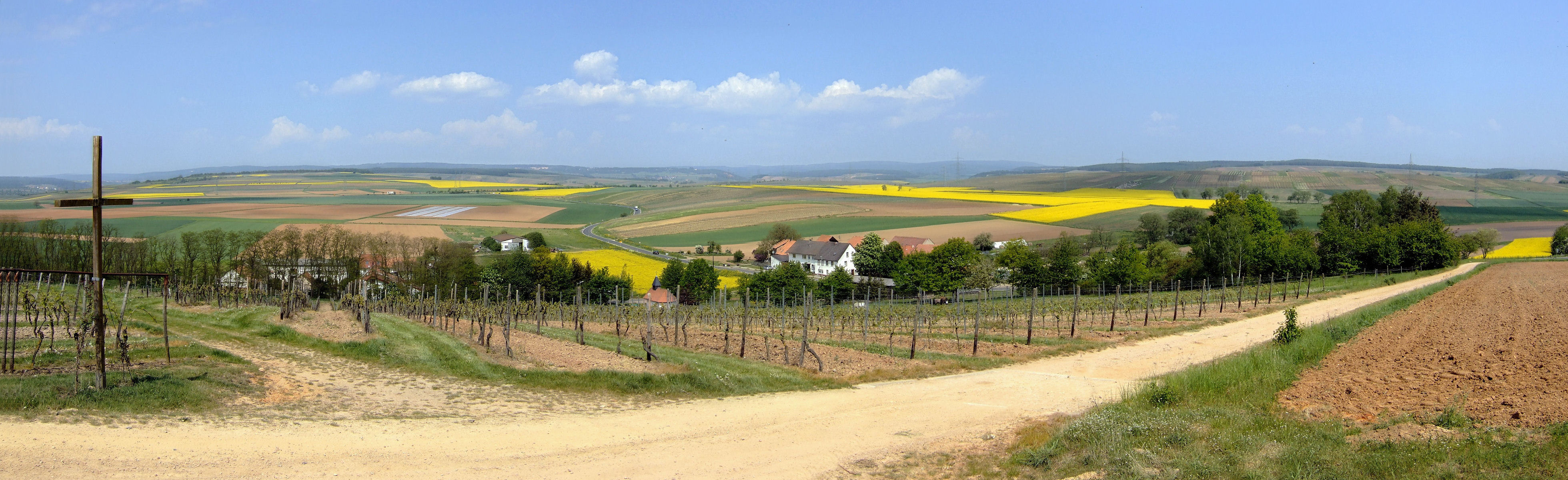
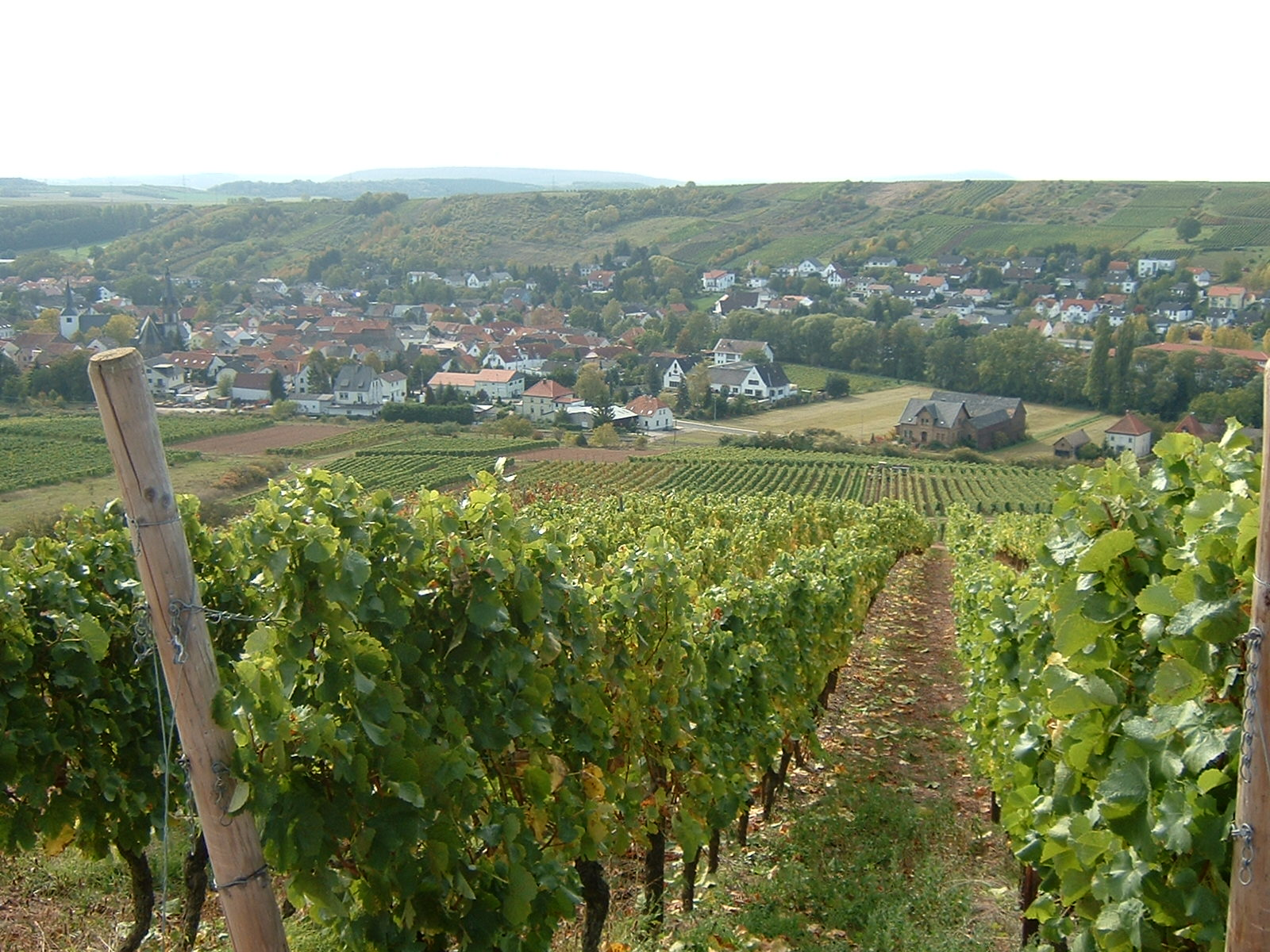
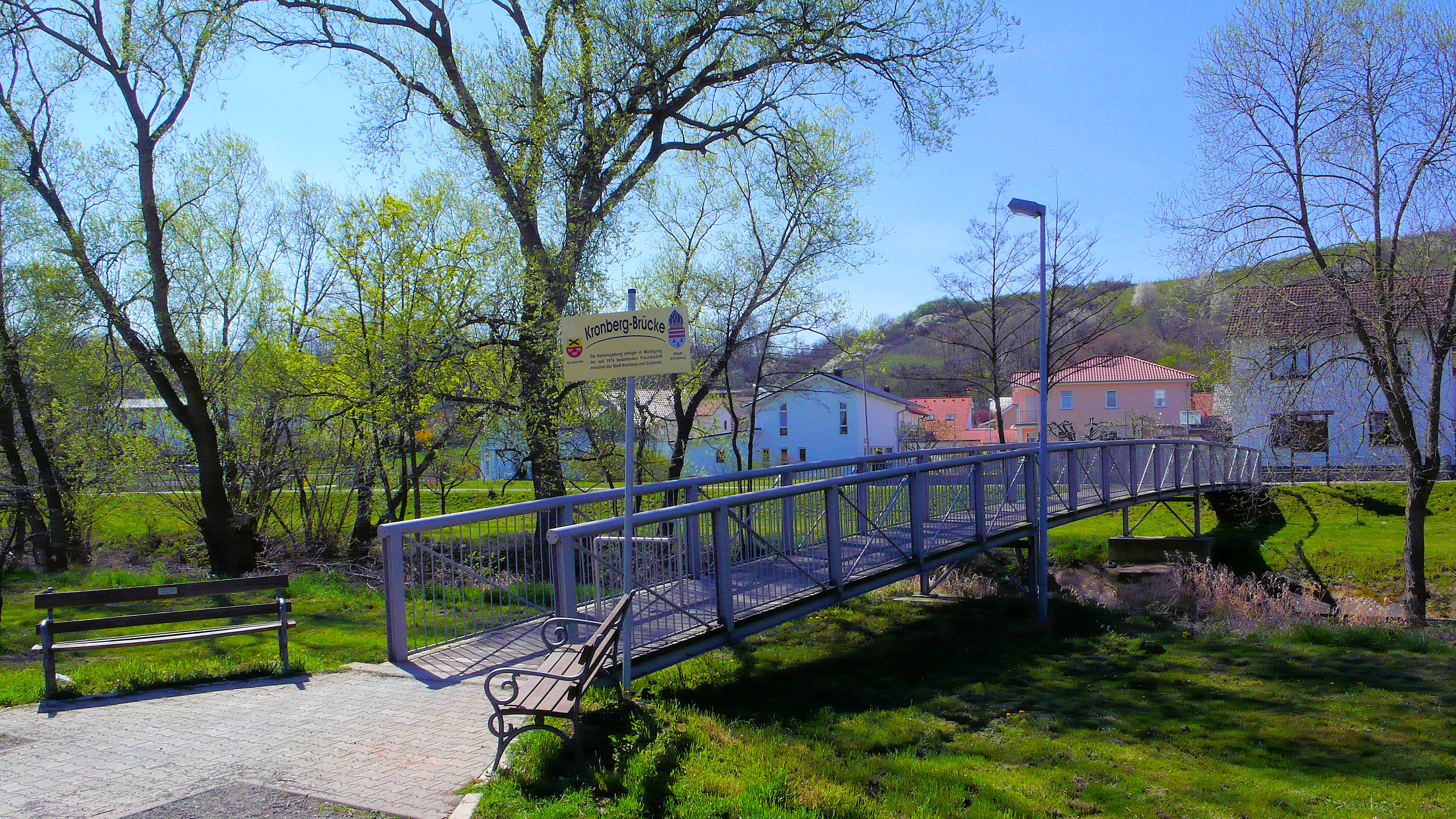
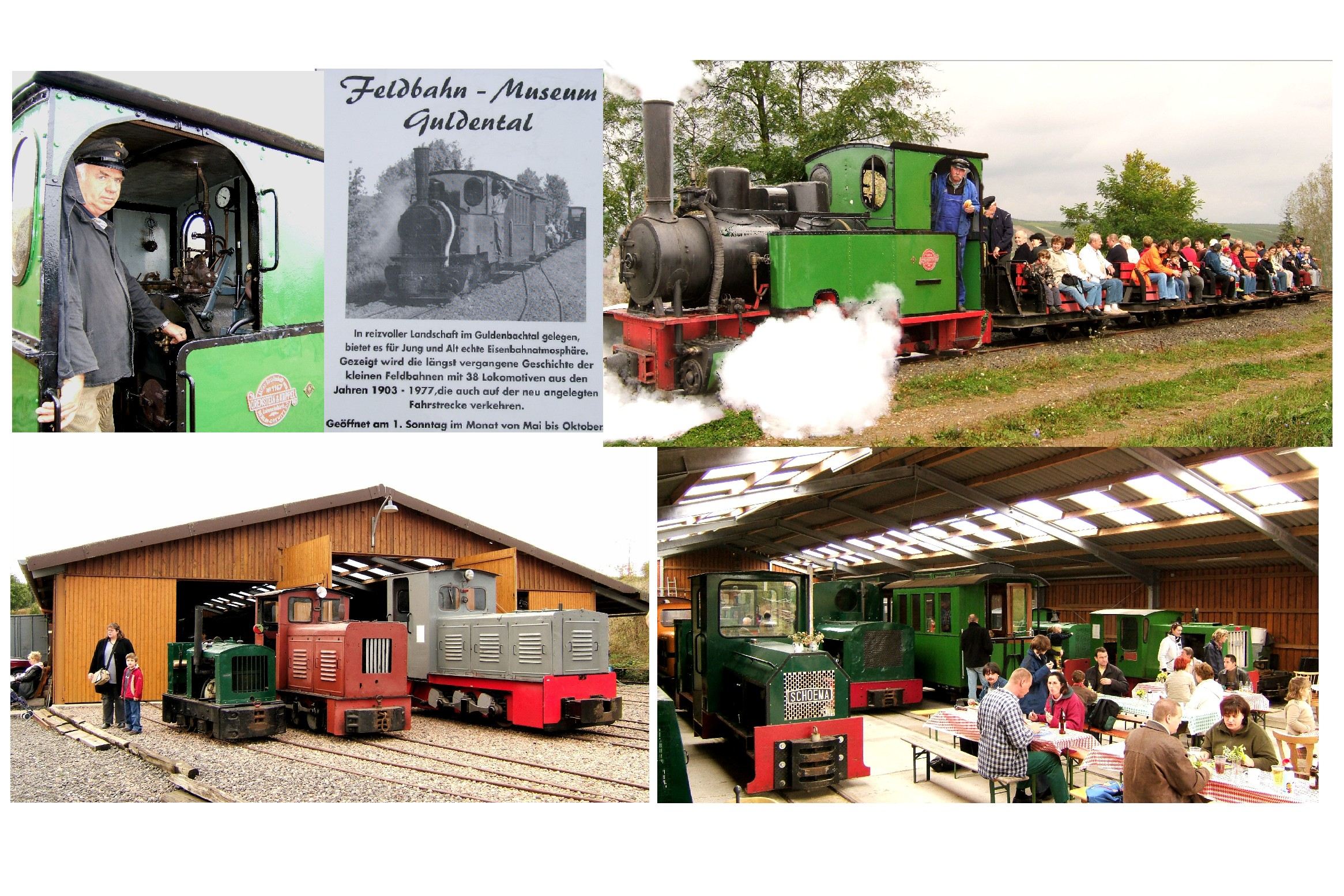